# Léo Grézard
Pour les articles homonymes, voir Grézard.
Léo Grézard, né le 31 janvier 1926 à Grenoble (Isère) et mort le 7 janvier 2014 à Mailly-le-Château (Yonne) est un homme politique français.

## Biographie
Léo Grézard exerce la profession de chirurgien.
Il est membre du Parti socialiste et est une figure politique du département de l’Yonne: il est élu au Conseil général de l'Yonne en 1973, représentant le canton d'Avallon. Il est réélu à deux reprises, jusqu'en 1992.
À la même époque, Grézard est élu député de la deuxième circonscription de l’Yonne en 1981 après la dissolution décidée par François Mitterrand au lendemain de sa victoire à l'élection présidentielle. Il abandonne cette fonction quelques jours seulement avant les élections de 1986. 
Pour les élections législatives de 1988, il se présente en tant que suppléant d'Henri Nallet, nommé dans le Gouvernement Rocard I. Grézard effectue alors son retour à l'Assemblée nationale. Il conserve son siège jusqu'en 1993.
Au niveau local, il est également maire d’Avallon durant une mandature. Élu en 1989, il ne parvient pas à conserver son siège en 1995, battu par Yves Van Haëcke, député et nouveau conseiller général d'Avallon.
Léo Grézard décède le 7 janvier 2014 à Mailly-le-Château, à l’âge de 87 ans.

## Détail des fonctions et des mandats
Mandats locaux
- 1989 - 1995 : Maire d'Avallon
- 1973 - 1992 : Conseiller général du canton d'Avallon

Mandats parlementaires
- 1981 - 1986 puis 1988 - 1993: Député de la 2e circonscription de l'Yonne